# Jan Salas Franch
Miquel Jan Salas Franch (nascut el 27 d'agost de 2005) és un futbolista professional català que juga com a migcampista al RCD Mallorca B.

## Carrera
Nascut a Sabadell, Catalunya però criat a Binissalem, Mallorca, Illes Balears, Salas es va incorporar als equips juvenils del RCD Mallorca el 2013, amb vuit anys. Va fer el seu debut com a sènior amb el filial el 26 de març de 2023, entrant com a substitut tardà en una derrota a Segona Federació per 2-0 fora de casa davant l'SCR Peña Deportiva.
El 17 de juliol de 2024, després d'ajudar l'equip B a tornar a la quarta divisió, Salas va renovar el seu contracte amb els Vermellons fins al 2028. Va debutar amb el primer equip, i a la primera divisió, l'1 de febrer següent, substituint Dani Rodríguez al final de la derrota per 2-0 davant l'Atlètic de Madrid.

## Vida personal
El pare de Salas, Miguel Ángel, també era futbolista. Defensa central, no va jugar mai en cap categoria superior a Segona Divisió B, destacant representant el CE Atlètic Balears, el Terrassa FC i la UE Figueres.